# Parc de la plage de Hornsberg
Le parc de la plage de Hornsberg (en suédois : Hornsbergs strandpark) est un parc public du quartier de Stadshagen à Stockholm en Suède,.

## Description
Le parc de la plage de Hornsberg est un parc longeant la baie Ulvsundasjön du Mälaren dans l'île de Kungsholmen. 
Le parc faisait partie du projet de développement du le nord-ouest de Kungsholmen et a été construit sur un terrain remblayé de l'Ulvsundasjön et a été créé en partie pour la nouvelle zone résidentielle de la plage de Hornsberg et en partie pour relier le sentier faisant le tour de Kungsholmen (Kristinebergs strandpark, Fredhällsparken et Rålambshovsparken) qui était auparavant interrompu par une zone industrielle et une installation portuaire au nord-ouest de Kungsholmen. 
Le parc a été inauguré le 16 mai 2012. 
Le parc de la plage de Hornsberg a reçu le prix de Sienne en 2012. 
Le gratte-ciel de la place Moa Martinsons Torg a été nommé pour le bâtiment de l'année 2013 à Stockholm et est arrivé deuxième lors du vote, selon l'architecte Alessandro Rippelino.
Le parc est planté de cinq groupes d'arbres différents, dont des bouleaux, des arbres aux mouchoirs et de noyers du Caucase, des surfaces avec différents domaines d'utilisation ont été créées. Quelques exemples sont la pergola située au centre avec la possibilité de pique-niquer et les trois ponts solaires avec sièges. Dans la partie orientale, il y a une douche extérieure. Dans une interview de 2024, l'architecte paysagiste Bengt Isling parle de la conception du parc.

## Histoire
Le parc de plage de Hornsberg s'étend sur environ 400 mètres parallèlement à la plage de Hornsberg le long d'Ulvsundasjön. Avant que le parc puisse être construit, d'importants travaux de nettoyage du lit du lac ainsi que des travaux de remplissage et de renforcement de la zone des quais ont été effectués. Au total, une superficie d'environ 14 000 m² a été achevée et nouvellement créée. Le parc lui-même a été construit entre 2010 et 2012. Le client était le bureau de développement de Stockholm, la chef de projet Monica Amqvist et l'architecte paysagiste Britt Mattsson. Le consultant était le bureau d'architecte de Nyrén par l'intermédiaire de l'architecte paysagiste Bengt Isling et l'entrepreneur était JM Entreprenad. L'architecte urbaniste du bureau d'urbanisme était Charlotte Holst.

## Galerie

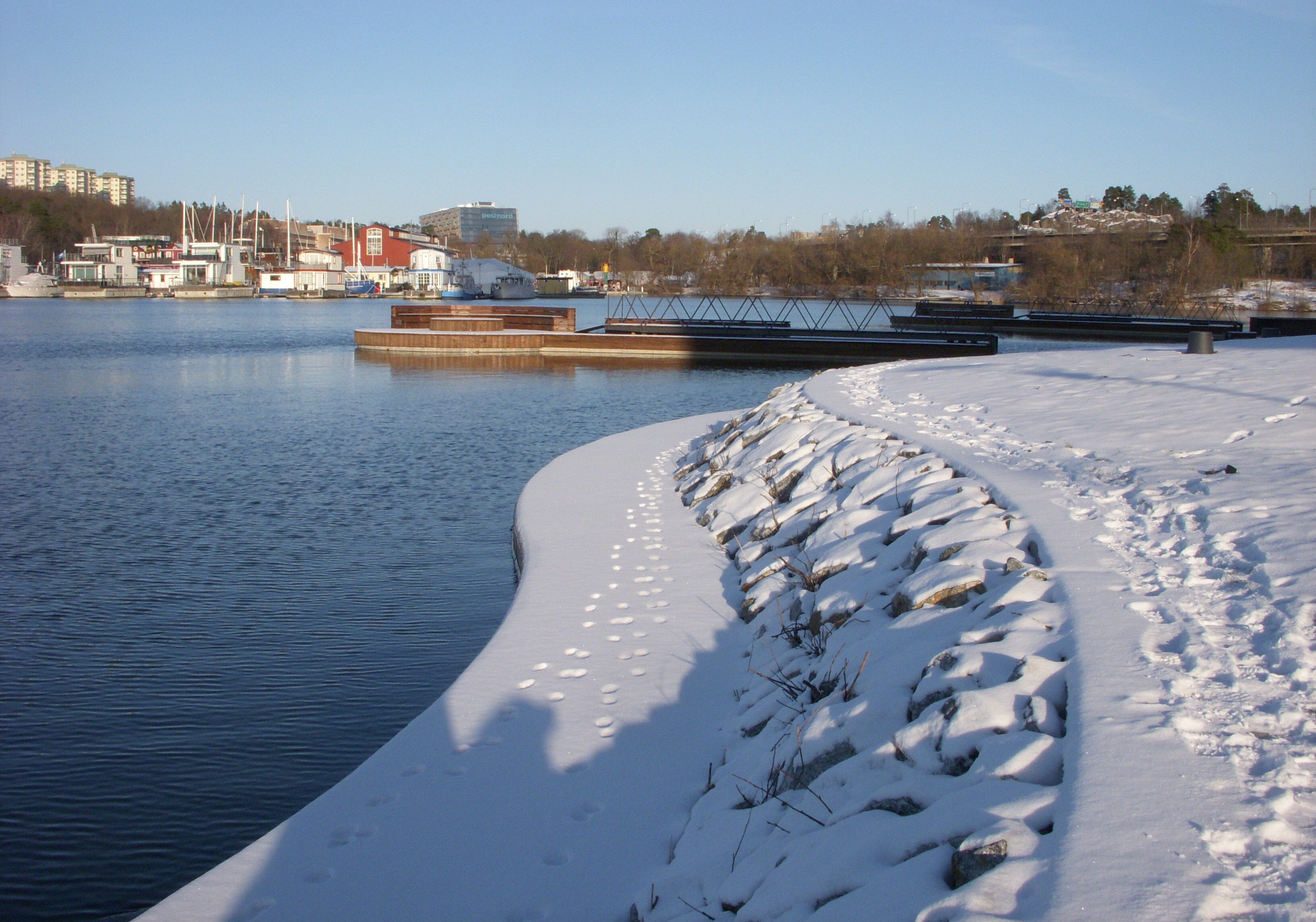
Janvier 2012
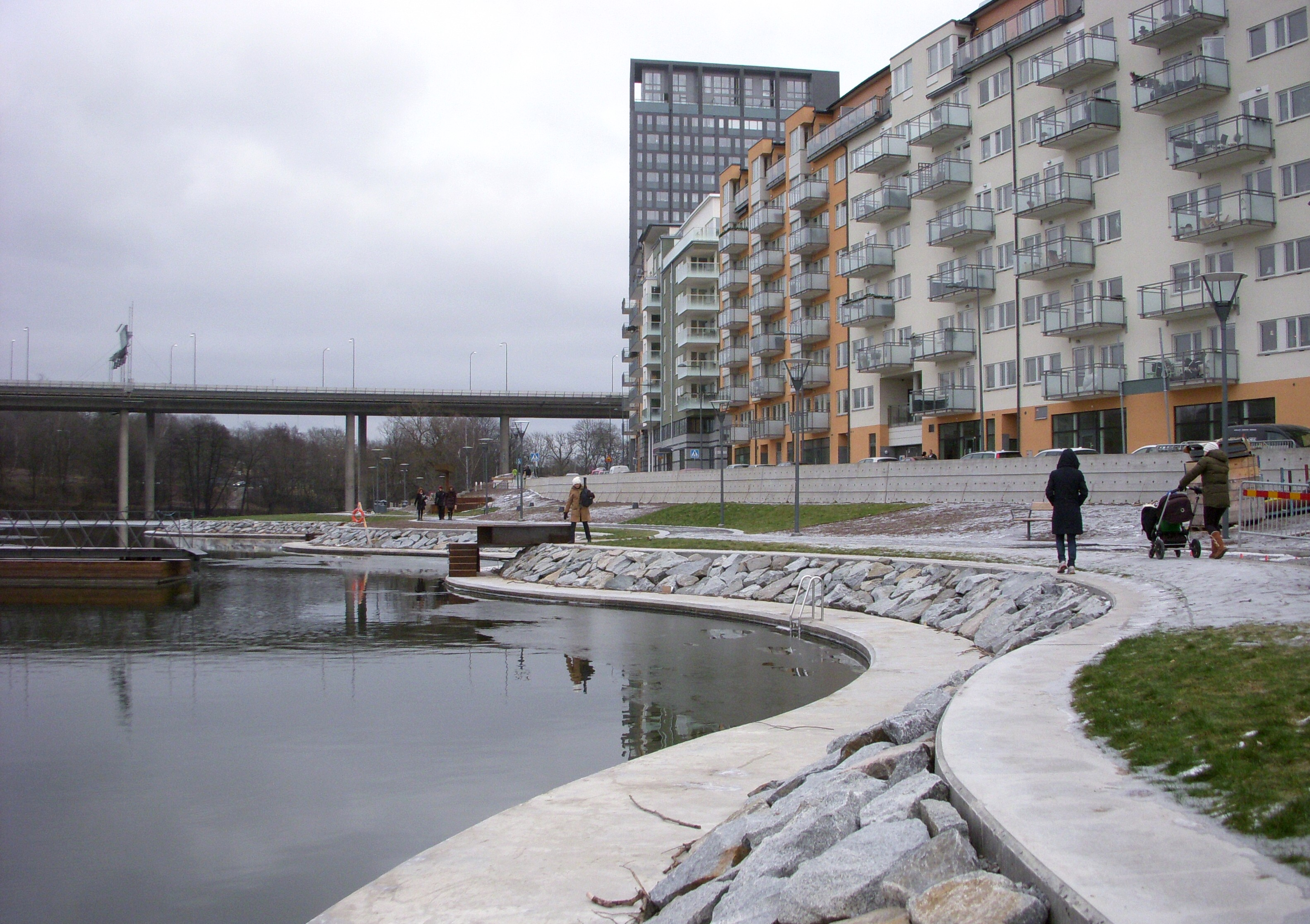
Janvier 2012
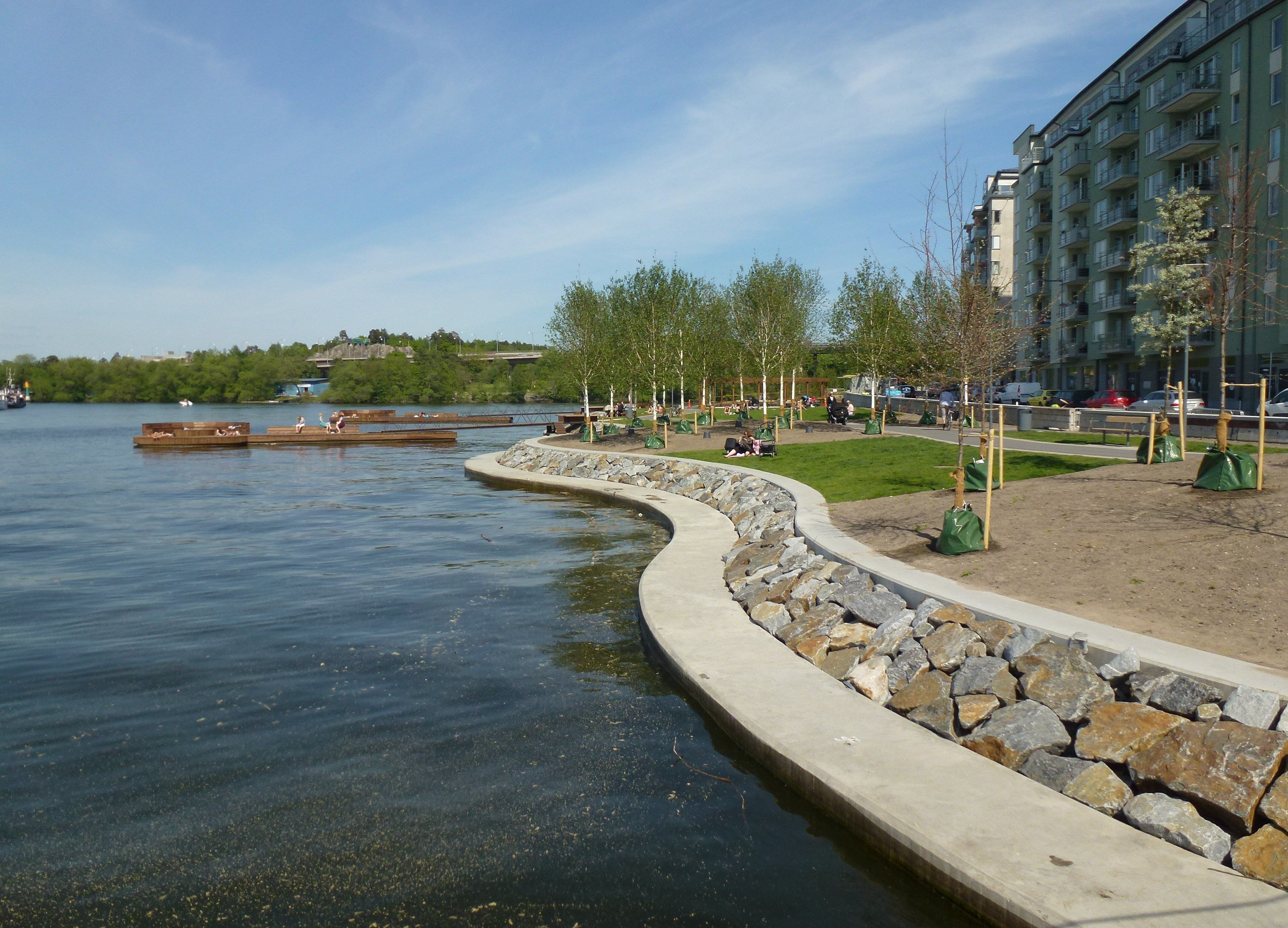
Mai 2012
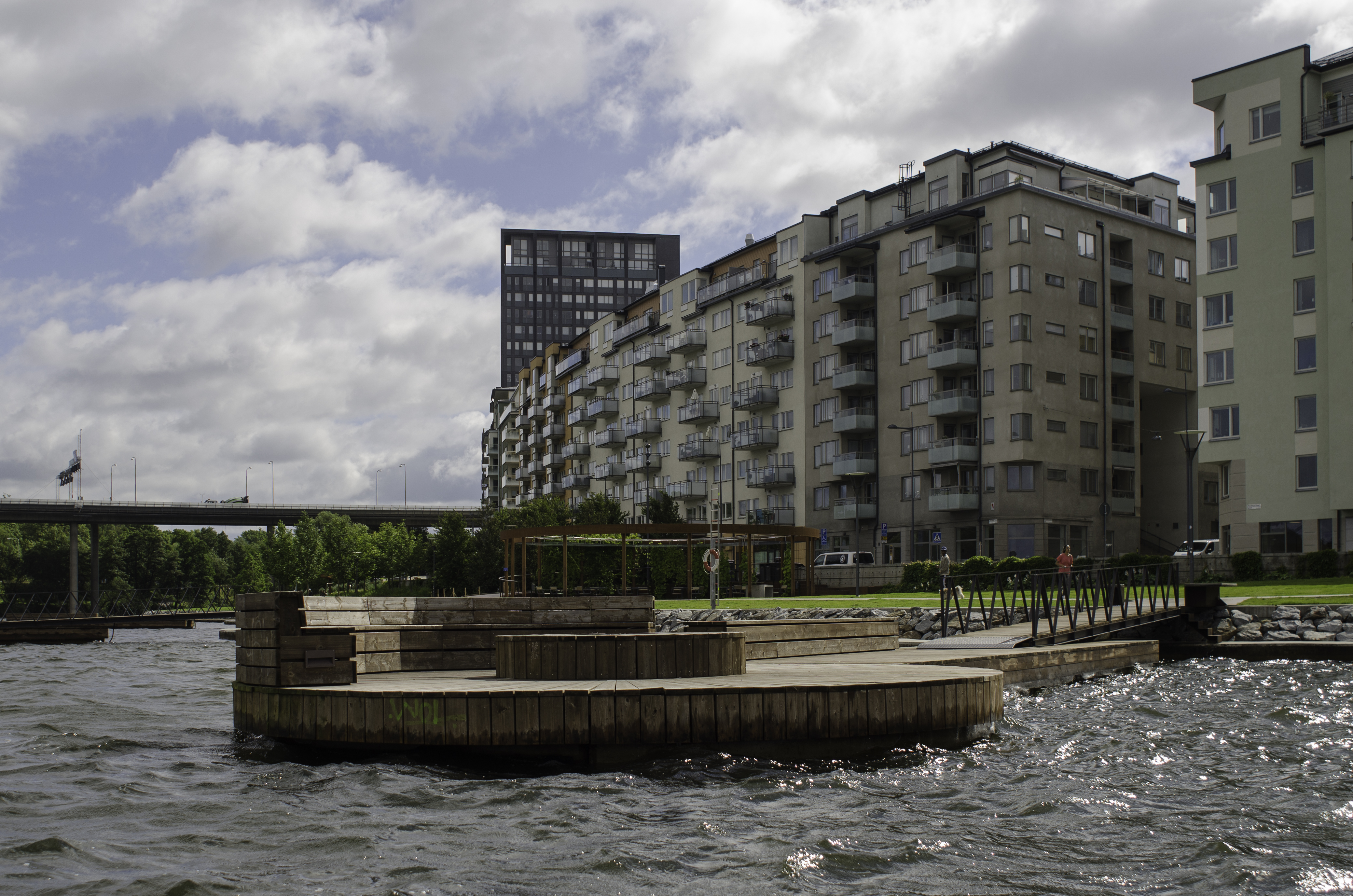
Juillet 2015